# Semiothisa ordinata
Semiothisa ordinata är en fjärilsart som beskrevs av Walker 1862. Semiothisa ordinata ingår i släktet Semiothisa och familjen mätare. Inga underarter finns listade i Catalogue of Life.